# Valle di Eores
La Valle di Eores (in tedesco: Aferer Tal), anche semplicemente Eores (Afers), è una valle laterale orograficamente sinistra della Valle Isarco. 
Si dirama da Albes (Albeins), a circa cinque chilometri a sud del centro cittadino di Bressanone, in direzione est ed è percorsa dal Rio Eores (Sade) (detto anche Aferer Bach o Sadebach). È incorniciata a nord dalla Plose, a sud dai contrafforti boscosi del Gruppo del Sassopiatto e delle Odle di Eores. In fondo alla valle termina col Kofeljoch, alto 1866 m. Appena sotto il Kofeljoch, la sella del Russiskreuz fornisce anche un passaggio a 1729 m. di altezza verso la Val di Funes, che si trova più a sud e corre parallela.
Amministrativamente, la Val di Eores è divisa tra i comuni di Bressanone e Funes, con il confine del comune che segue in gran parte il corso del ruscello. La valle è scarsamente popolata. I paesi situati sul versante nord della valle orograficamente destro formano la frazione di Eores (Afers) nel comune di Bressanone, con San Giorgio come capoluogo.